# Nuoto ai XVII Giochi paralimpici estivi - Uomini 200 metri misti
Le gare di nuoto 200 metri misti maschili ai XVII Giochi paralimpici estivi si sono svolte tra il 30 agosto e il 7 settembre 2024 alla Paris La Défense Arena.

## Programma
Sono stati disputati 8 eventi, articolati in una serie di batterie di qualificazione in mattinata; la finale è stata disputata nel pomeriggio/sera del medesimo giorno. Ha fatto eccezione la classe SM11, di cui è stata disputata direttamente la finale.
| SM6  | B | F |   |   |   |   |  |  |   |   |   |   |   |   |  |  |   |   |
| SM7  |   |   | B | F |   |   |  |  |   |   |   |   |   |   |  |  |   |   |
| SM8  |   |   |   |   | B | F |  |  |   |   |   |   |   |   |  |  |   |   |
| SM9  |   |   |   |   |   |   |  |  |   |   |   |   | B | F |  |  |   |   |
| SM10 |   |   |   |   |   |   |  |  |   |   |   |   |   |   |  |  | B | F |
| SM11 |   |   |   |   |   |   |  |  |   | F |   |   |   |   |  |  |   |   |
| SM13 |   |   |   |   |   |   |  |  | B | F |   |   |   |   |  |  |   |   |
| SM14 |   |   |   |   |   |   |  |  |   |   | B | F |   |   |  |  |   |   |

| M | mattina | P | pomeriggio/sera |

| B | Batterie | F | Finale per medaglia d'oro |

## Risultati
Tutti i tempi sono espressi in minuti e secondi.

### SM6
Le gare si sono svolte il 30 agosto 2024.
| Pos. | Atleta                           | Nazione       | Tempo   | Note                |
| ---- | -------------------------------- | ------------- | ------- | ------------------- |
|      | Yang Hong                        | Cina          | 2:37,31 | Record mondiale     |
|      | Nelson Crispín Corzo             | Colombia      | 2:38,04 | Record panamericano |
|      | Talisson Henrique Glock          | Brasile       | 2:39,30 |                     |
| 4    | Bruce Dee                        | Gran Bretagna | 2:43,40 |                     |
| 5    | Jesús Alberto Gutiérrez Bermúdez | Messico       | 2:45,21 |                     |
| 6    | Wang Jingang                     | Cina          | 2:45,21 |                     |
| 7    | Guo Jincheng (SM5)               | Cina          | 2:49,42 |                     |
| 8    | Raul Gutierrez Bermudez          | Messico       | 2:52,83 |                     |

### SM7
Le gare si sono svolte il 31 agosto 2024.
| Pos. | Atleta                       | Nazione                     | Tempo   | Note            |
| ---- | ---------------------------- | --------------------------- | ------- | --------------- |
|      | Iñaki Basiloff               | Argentina                   | 2:29,81 |                 |
|      | Andrii Trusov                | Ucraina                     | 2:29,93 |                 |
|      | Yevhenii Bohodaiko           | Ucraina                     | 2:33,13 |                 |
| 4    | Carlos Daniel Serrano Zarate | Colombia                    | 2:33,24 |                 |
| 5    | Christian Sadie              | Sudafrica                   | 2:35,02 | Record africano |
| 6    | Evan Austin                  | Stati Uniti                 | 2:35,63 |                 |
| 7    | Huang Xianquan               | Cina                        | 2:43,69 |                 |
| 8    | Egor Efrosinin               | Atleti Paralimpici Neutrali | 2:48,50 |                 |

### SM8
Le gare si sono svolte il 1º settembre 2024.
| Pos. | Atleta                     | Nazione     | Tempo   | Note |
| ---- | -------------------------- | ----------- | ------- | ---- |
|      | Xu Haijiao                 | Cina        | 2:22,54 |      |
|      | Yang Guanglong             | Cina        | 2:23,50 |      |
|      | Diogo Cancela              | Portogallo  | 2:23,64 |      |
| 4    | Dimosthenis Michalentzakis | Grecia      | 2:25,97 |      |
| 5    | Mark Malyar                | Israele     | 2:26,41 |      |
| 6    | Noah Jaffe                 | Stati Uniti | 2:29,25 |      |
| 7    | Kotaro Ogiwara             | Giappone    | 2:29,64 |      |
| 8    | Liu Fengqi                 | Cina        | 2:30,39 |      |

### SM9
Le gare si sono svolte il 5 settembre 2024.
| Pos. | Atleta                      | Nazione                     | Tempo   | Note               |
| ---- | --------------------------- | --------------------------- | ------- | ------------------ |
|      | Timothy Hodge               | Australia                   | 2:13,31 | Record paralimpico |
|      | Ugo Didier                  | Francia                     | 2:15,98 |                    |
|      | Hector Denayer              | Francia                     | 2:17,34 |                    |
| 4    | Bogdan Mozgovoi             | Atleti Paralimpici Neutrali | 2:18,08 |                    |
| 5    | Andrei Kalina               | Atleti Paralimpici Neutrali | 2:19,40 |                    |
| 6    | Maurice Wetekam             | Germania                    | 2:20,60 |                    |
| 7    | Xie Zhili                   | Cina                        | 2:21,09 |                    |
| 8    | Jian Wang Escanilla Candial | Spagna                      | 2:22,69 |                    |

### SM10
Le gare si sono svolte il 7 settembre 2024.
| Pos. | Atleta             | Nazione                     | Tempo   | Note |
| ---- | ------------------ | --------------------------- | ------- | ---- |
|      | Stefano Raimondi   | Italia                      | 2:10,24 |      |
|      | Col Pearse         | Australia                   | 2:12,79 |      |
|      | Ihor Nimchenko     | Ucraina                     | 2:13,73 |      |
| 4    | Riccardo Menciotti | Italia                      | 2:14,29 |      |
| 5    | Artem Isaev        | Atleti Paralimpici Neutrali | 2:15,65 |      |
| 6    | Alan Ogorzalek     | Polonia                     | 2:17,43 |      |
| 7    | Bas Takken         | Paesi Bassi                 | 2:18,12 |      |
| 8    | Tomas Cordeiro     | Portogallo                  | 2:21,03 |      |

### SM11
La gara si è svolta il 3 settembre 2024.
| Pos. | Atleta                         | Nazione     | Tempo   | Note               |
| ---- | ------------------------------ | ----------- | ------- | ------------------ |
|      | Rogier Dorsman                 | Paesi Bassi | 2:18,36 | Record paralimpico |
|      | Danylo Chufarov                | Ucraina     | 2:19,81 |                    |
|      | David Kratochvil               | Rep. Ceca   | 2:24,60 |                    |
| 4    | Mykhailo Serbin                | Ucraina     | 2:31,16 |                    |
| 5    | Yang Bozun                     | Cina        | 2:33,47 |                    |
| 6    | Marco Meneses                  | Portogallo  | 2:37,84 |                    |
| 7    | Jose Ramon Cantero Elvira      | Spagna      | 2:39,40 |                    |
| 8    | Brayan Mauricio Triana Herrera | Colombia    | 2:44,14 |                    |

### SM13
Le gare si sono svolte il 3 settembre 2024.
| Pos. | Atleta               | Nazione                     | Tempo   | Note            |
| ---- | -------------------- | --------------------------- | ------- | --------------- |
|      | Ihar Boki            | Atleti Paralimpici Neutrali | 2:02,03 | Record mondiale |
|      | Alex Portal          | Francia                     | 2:06,66 |                 |
|      | Vladimir Sotnikov    | Atleti Paralimpici Neutrali | 2:10,56 |                 |
| 4    | Kyrylo Garashchenko  | Ucraina                     | 2:14,27 |                 |
| 5    | Thomas van Wanrooij  | Paesi Bassi                 | 2:15,38 |                 |
| 6    | David Henry Abrahams | Stati Uniti                 | 2:16,95 |                 |
| 7    | Nathan Hendricks     | Sudafrica                   | 2:17,15 | Record africano |
| 8    | Genki Saito          | Giappone                    | 2:17,51 |                 |

### SM14
Le gare si sono svolte il 4 settembre 2024.
| Pos. | Atleta             | Nazione       | Tempo   | Note               |
| ---- | ------------------ | ------------- | ------- | ------------------ |
|      | Nicholas Bennett   | Canada        | 2:06,05 | Record paralimpico |
|      | Rhys Darbey        | Gran Bretagna | 2:08,61 |                    |
|      | Ricky Betar        | Australia     | 2:08,69 | Record oceaniano   |
| 4    | Dmytro Vanzenko    | Ucraina       | 2:09,86 |                    |
| 5    | William Ellard     | Gran Bretagna | 2:11,17 |                    |
| 6    | Vasyl Krainyk      | Ucraina       | 2:13,72 |                    |
| 7    | Cameron Vearncombe | Gran Bretagna | 2:14,19 |                    |
| 8    | Naohide Yamaguchi  | Giappone      | 2:14,98 |                    |